# قوام‌الدین شیرازی (معمار)
 قوام‌الدین بن زین‌الدین شیرازی از معماران مشهور زمان تیموری بود. در مورد او و برادرش غیاث‌الدین شیرازی آمده‌است که هر دو از معماران دورهٔ تیموری هستند. اثر باقی‌ماندهٔ این دو برادر مسجد گوهرشاد مشهد ،آرامگاه مولانا زین الدین ابوبکر تایبادی در تایباد و مدرسه غیاثیهٔ خرگرد  می‌باشد. این بنا در سال ۸۴۸ قمری به پایان رسیده‌است. چون قوام‌الدین شیرازی در سال ۸۴۲ درگذشته، معلوم می‌شود که بنای مدرسه پس از او و به وسیلهٔ برادرش غیاث‌الدین به اتمام رسیده‌است. این مدرسه از آثار قدیمی استان خراسان رضوی است که در سال ۱۳۵۴ شمسی مورد تعمیر قرار گرفته‌است. قوام‌الدین مدتی مطرود دربار بود و چون دوباره به خدمت احضار شد، به علت اطلاع از علم نجوم تقویمی را که در مدت فراغت استخراج کرده‌بود، به خاقان عرضه داشت.
آثار